# Hilaria swallenii
Hilaria swallenii là một loài thực vật có hoa trong họ Hòa thảo. Loài này được Cory mô tả khoa học đầu tiên năm 1948.